# Robert Rumilly
Pour les articles homonymes, voir Rumilly.
Robert Rumilly (23 octobre 1897 à Fort-de-France, Martinique - 8 mars 1983 à Montréal, Québec) est un historien nationaliste, enseignant, journaliste et polémiste québécois d'origine française. Son père, Georges Rumilly, officier militaire de carrière, tenait garnison à Fort-de-France. Robert Rumilly a été Camelot du roi au sein du mouvement de l’Action française. Il est surtout connu pour ses biographies sur les personnalités canadiennes françaises importantes et sa monumentale Histoire de la province de Québec en 41 volumes. Mais il fut aussi très actif en politique, notamment aux côtés de son ami Camillien Houde, maire de Montréal, et de l'Union nationale de Maurice Duplessis, dont il fut un sympathisant jusqu’à sa mort.
Le fonds d'archives de Robert Rumilly est conservé au centre d'archives de Montréal de Bibliothèque et Archives nationales du Québec.

## Biographie
Éduqué en Indochine française puis à Paris, il fait ses études au lycée Buffon et au lycée Louis-le-Grand, où il obtient un baccalauréat ès lettres et un baccalauréat ès sciences. Il interrompt ses études en droit lors de la Première Guerre mondiale. Il a été blessé sur les champs de bataille.
Robert Rumilly émigre en 1928 au Canada avec son épouse, Simone Bove, « pour échapper à une société dont le pourrissement lui pèse, » « Je ne venais pas en Nouvelle-France, mais dans une autre France qui ressemblait à la France d'avant 1899 ». Il enseigne la littérature française à l'Université McGill à Montréal (1928-1929). Il devient ensuite journaliste pour « Le Petit Journal » (1929-1934).
Il y rédige alors une biographie du Premier ministre du Canada Wilfrid Laurier en 1931. Après la rédaction de quelques autres livres, il obtient un poste de traducteur à Ottawa, au ministère fédéral du Bien-être social, ce qui lui facilite l'accès aux Archives publiques du Canada, de 1936 à 1948. Il déménage ensuite à Montréal et devient un farouche défenseur des orientations du gouvernement de Maurice Duplessis.
Il a publié plus de 90 volumes sur l'histoire du Québec, du Canada et plusieurs monographies. À partir de 1940, il commence à publier sa monumentale Histoire de la province de Québec en 41 volumes, laquelle couvre les années 1867 à 1945 de façon chronologique. Le dernier volume sort en 1969. Pour effectuer son travail, Rumilly se base sur les articles des journaux, le Journal de l'Assemblée nationale du Québec, de la Chambre des communes du Canada et les témoignages qu'il recueille. Pierre Trépanier, professeur agrégé au Département d'histoire de l’Université de Montréal, indique que la trame générale du récit était inspirée par Les Hommes de bonne volonté de Jules Romains. La volumineuse biographie de Maurice Duplessis (1973) complète en quelque sorte l'Histoire de la province de Québec, en la menant de 1945 à 1959. Cette immense fresque qu'est L'Histoire de la province de Québec est l'œuvre maîtresse de Robert Rumilly, son principal titre de gloire, et qui lui a valu le prix Duvernay en 1967. Avec ses copieux index, elle constitue une véritable encyclopédie historique du Québec.
Parmi les biographies qu'il a rédigées, citons, en plus de celles de Wilfrid Laurier et de Maurice Duplessis, celles de Louis-Joseph Papineau, Henri Bourassa, Honoré Mercier, Pierre Gaultier de Varennes et de La Vérendrye et du Frère Marie-Victorin. Puis, l'histoire des Franco-Américains et de la Société Saint-Jean-Baptiste de Montréal. La biographie la plus documentée signée par Rumilly est celle consacrée à « Monseigneur Laflèche et son temps ».
Travailleur acharné, il a aussi publié des monographies sur différentes villes québécoises : Montréal, Outremont, Saint-Laurent et Longueuil. Il a publié une histoire de l'Acadie en 1955, puis la retravailla généreusement pour ce qui devait être sa dernière œuvre en 1983. Les tomes 3 et 4 ont été amorcés à l'étape de manuscrits, mais jamais publiés, à cause de son décès.
Le 9 décembre 1944, avec Victor Barbeau et un groupe d’écrivains en vue de l’époque, il est un des membres-fondateurs de l’Académie canadienne-française, ayant pour objectifs de servir et de défendre la langue et la culture d'expression française et la place de la littérature dans la société canadienne et québécoise avec les représentants les plus éminents de l’élite intellectuelle dont Marius Barbeau, Robert Choquette, Lionel Groulx et Rina Lasnier.
En 1992, cet organisme devient l'Académie des lettres du Québec.
Ultra-nationaliste de droite ― voire d'extrême-droite ―qui luttait contre le communisme, il a fondé un centre d'études qui diffusait des pamphlets politiques en faveur de l'Union nationale. Selon le spécialiste Jean-François Nadeau, auteur de Robert Rumilly, l'homme de Duplessis (Lux, 2009) il était un disciple de Charles Maurras et de son nationalisme intégral.
« Beaucoup de gens n'ont rien compris à Maurras. Maurras reconnaissait que le catholicisme imprégnait la civilisation française… J'ajouterai québécoise… et qu'il mérite de ce fait, de la part de tous ceux qui se réclament de la civilisation française, au moins le respect ! »
L'historien Rumilly voit en Maurice Duplessis l'homme de la situation ; il consacre quelques brochures et conférences à défendre certains thèmes chers à l'Union nationale, comme l'autonomie provinciale. « Si ses sympathies politiques sont connues sans équivoque, Rumilly conserve tout de même un certain détachement et n'est en rien l'idéologue attitré de l'Union nationale, contrairement à une certaine légende. »
De plus, une thèse de Gonzalo Arriaga énonce l’engagement positif du personnage auprès de sa communauté. Marcel Trudel et Pierre Trépanier, à leur tour, ont tenté de démystifier la contribution de Rumilly.
Homme de droite, nationaliste, journaliste, polémiste, historien, Robert Rumilly avait choisi l'engagement et la fidélité à ses idées. « L'honneur de sa vie aura été de l'avoir remplie telle qu'il la voyait, avec constance et courage, jusqu'au bout. »
Robert Rumilly meurt à Montréal le 8 mars 1983, à l'âge de 85 ans. En 1987, la Ville de Québec nomme une de ses rues en son honneur. Son épouse, Simone Bove, mourra à Montréal le 20 septembre 1991, à l'âge de 92 ans. Le couple n'a pas eu d'enfants. 
Bien qu'il ait laissé une œuvre abondante et ait été largement connu du grand public de son vivant, Robert Rumilly, dont les valeurs et idées ne correspondaient déjà plus à celles du Québec contemporain issu de la Révolution tranquille, est tombé dans un profond oubli dans la mémoire collective de la société québécoise après sa mort. Seuls les historiens spécialistes et les amateurs d’histoire connaissent aujourd’hui sa vie et ses écrits.